# Karl Schwegler
Karl Schwegler, švicarski veslač, * 17. september 1902, † ?.
Schwegler je za Švico nastopil na Poletnih olimpijskih igrah 1928 in tam s četvercem s krmarjem osvojil srebrno medaljo.